# Giuliano da Empoli
Giuliano Da Empoli (Neuilly-sur-Seine, 1973) è uno scrittore italiano, presidente del think tank Volta e professore di politica comparata all'Istituto di studi politici di Parigi.

## Biografia
È il figlio di Antonio da Empoli, economista responsabile del Dipartimento per il Mezzogiorno della Presidenza del Consiglio, ferito in un attentato dell'Unione Comunisti Combattenti nel 1986; quest'ultimo, a sua volta, figlio dell'economista Attilio da Empoli.
Cresciuto in diversi Paesi europei, si è laureato in giurisprudenza all'Università degli Studi di Roma "La Sapienza" e ottenuto il master in scienze politiche all'Istituto di studi politici di Parigi.
È stato consulente di Antonio Maccanico al ministero delle comunicazioni e, in seguito, direttore dell'Archivio per le Arti Contemporanee della Biennale di Venezia. 
Dal 2003 al 2005 è stato amministratore delegato della Marsilio Editori. Dal 2006 al 2008 è stato consigliere del ministro dei beni e delle attività culturali, Francesco Rutelli. 
Nel dicembre 2007 è stato nominato membro del consiglio di amministrazione della Biennale di Venezia.

Dal 2009 al 2012 è stato assessore alla cultura del Comune di Firenze, nella giunta guidata da Matteo Renzi.. Dal 2012 al 2016 è stato presidente del Gabinetto Vieusseux di Firenze. Nel 2016 ha fondato il think tank Volta, un laboratorio di idee attivo in Italia e in Europa e membro del network Global Progress.
È presidente del comitato scientifico dell'associazione Civita, per la quale ha pubblicato nel 2021 il saggio Sette idee per un Recovery Plan culturale dell’Unione Europea.
Nel 2023 fa parte del comitato direttivo (steering committee) del Gruppo Bilderberg.

### Attività editoriale e giornalistica
A partire dal 1996 ha un regolare collaborazione con diverse testate nazionali tra cui il Corriere della Sera, La Repubblica, Il Sole 24 ore e Il Riformista. 
Ha inoltre condotto una trasmissione radiofonica a cadenza settimanale su Radio 24, intitolata "Sua Eccellenza". 
In qualità di scrittore e opinionista è apparso regolarmente sulle reti televisive nazionali.
A ventidue anni ha pubblicato il suo primo libro, Un grande futuro dietro di noi, che tratta i problemi dei giovani italiani contribuendo al dibattito nazionale sulla questione e spinse il quotidiano La Stampa a designarlo Uomo dell'anno. Da allora ha pubblicato vari altri saggi che hanno analizzato la mobilità sociale, l'evoluzione e il cambiamento sociale, l'impatto della new economy e le sue conseguenze sul piano sociale e politico.
Ha pubblicato nel 2019 Gli ingegneri del caos (Marsilio, 2019) che è stato tradotto in dodici lingue.

### Carriera letteraria
Nel 2022 ha fatto uscire Il mago del Cremlino pubblicato presso Mondadori, che rappresenta il suo esordio come romanziere. In Francia il romanzo ha vinto due premi letterari, vendendo un milione di copie. Il romanzo è stato tradotto in oltre trenta lingue.

## Opere
- Un grande futuro dietro di noi  (Marsilio, 1996) ISBN 88-317-6488-8
- La guerra del talento (Marsilio, 2000) ISBN 88-317-7401-8
- Overdose (Marsilio, 2002) ISBN 88-317-7966-4
- Fuori controllo (Marsilio, 2004) ISBN 88-317-8659-8
- La sindrome di Meucci (Marsilio, 2005) ISBN 88-317-8923-6
- Canton Express (Einaudi, 2008) ISBN 978-88-06-19212-9
- Obama. La politica nell'era di Facebook (Marsilio, 2008) ISBN 88-317-9608-9
- Contro gli specialisti (Marsilio, 2013) ISBN 88-317-1516-X
- La prova del potere (Mondadori, 2015) ISBN 88-046-5069-9
- Le Florentin (Grasset, 2016) ISBN 2246859875
- La rabbia e l'algoritmo (Marsilio, 2017) ISBN 978-88-317-2773-0
- Gli ingegneri del caos (Marsilio, 2019) ISBN 978-8829700615
- Il mago del Cremlino (Mondadori, 2022) ISBN 978-8804765400
- L'heure des prédateurs (Gallimard, 2025) ISBN 978-20-731-1320-7